# MYM娛樂
MYM娛樂（韓語：MYM엔터테인먼트）是韓國的經紀公司。MYM Entertainment 有「Me and You Making Entertainment」之意，顧名思義，公司創立的宗旨，是希望「우리가 만들어가는 세상의 모든 즐거움」，「我們一同創造世界上一切的歡樂」。

## 歷史

### 創立
成立於2016年5月4日，由EUPHORIA SEOUL李允貞代表及Starhaus娛樂張英勳代表共同創建，採取整合管理體系和仲介體系的新模式，並邀請各領域專家加盟。
MYM 娛樂表示：「李敏鎬作為韓流熱潮的中流砥柱影響力巨大，為了讓其最大程度的發揮並擴展韓流文化，我公司特別邀請了國內外優秀的業內專家。 區別於以往的老式經紀合約形式，我們將通過能夠發揮各藝人特長的個人體系為其打造量身定制的娛樂活動。公司以李敏鎬為起點，還將陸續引進各領域的藝人，不僅僅是管理他們的工作，更力求打造出以藝人為中心，讓藝人和公司一起打造和諧世界的文化企業，努力成為一家有價值的領軍型龍頭企業。」
李敏鎬前所屬經紀公司Starhaus方面表示：「我們希望透過MYM娛樂提供最佳環境，共享心得，並持續維持相互信賴的關係。張英勳社長兼任兩方的法人代表及共同代表，日後將採取穩定的運營方式，而此前與李敏鎬一同工作的各工作人員也將繼續與李敏鎬合作。相信MYM娛樂將發揮良好的效應，成為業內的範本。」

### 轉投資事業
2019.9.30 韓國娛樂企業Kakao M娛樂公司，30日宣布向公司高管及其藝術家發行實收資本，增資總額6880億韓元。發行了560,871股新股，每股發行12,2695韓元。總計有兩家公司和17個人參與認購。其中演員李敏鎬認購16,301股約20億韓元，演員李敏鎬參與現金增資認購的原因是Kakao M與李敏鎬的代理商MYM娛樂建立了戰略夥伴關係。

## 旗下藝人

### 演員
| 加盟時間       | 姓名   | 出道年份 | 代表作                                                                                        |
| 2016年6月      | 李敏鎬 | 2006     | 《花樣男子》、《城市獵人》、《信義》、《繼承者們》、《藍色海洋的傳說》《The King:永遠的君主》 |
| 2024年11月27日 | 林秀晶 | 2001     | 《請輸入檢索詞WWW》、《芝加哥打字機》、《對不起，我愛你》、《憂鬱症》                         |

## 腳註
1. 1 2  .   [2016-11-23]. （原始内容存档于2016-11-23）.
2. ↑  李敏鎬簽約MYM娛樂 Starhaus代表兼任法人代表[永久]
3. ↑   （页面存档备份，存于）2019.9.30韓網新聞:入股kakao m娛樂公司

## 外部連結
- MYM Entertainment 官方網站 （页面存档备份，存于） 
- MYM娛樂的Facebook專頁
- MYM娛樂-BLOG （页面存档备份，存于）